# Hamílton de Souza
Hamílton de Souza, detto Careca (Passos, 27 settembre 1968), è un ex calciatore brasiliano, di ruolo attaccante.

## Carriera

### Club
Debuttò nel 1987 con la maglia del Cruzeiro, si mise in evidenza guadagnandosi la maglia della Nazionale Olimpica, e venne anche acquistato dallo Sporting, che lo mantenne in rosa fino al 1993, anno nel quale tornò in Brasile, nuovamente alla squadra che lo aveva lanciato, il Cruzeiro. 
Nel 1996 però passò all'Atlético Mineiro, rivale acerrimo del Cruzeiro. Nel 1999 ha concluso la carriera in un'altra squadra dello Stato di Minas Gerais, l'América-MG.

### Nazionale
Con la Nazionale di calcio del Brasile ha giocato durante Seul 1988, indossando il numero 10 a vent'anni, venendo poi convocato per altre amichevoli con la selezione maggiore.

## Palmarès

### Club
- Campionato Mineiro: 3

Cruzeiro: 1987, 1990, 1994

### Nazionale
- Giochi panamericani: 1

Indianapolis 1987
- Argento olimpico: 1

Seul 1988